# Uvaria dasoclema
Uvaria dasoclema L.L.Zhou, Y.C.F.Su & R.M.K.Saunders – gatunek rośliny z rodziny flaszowcowatych (Annonaceae Juss.). Występuje naturalnie w Tajlandii. 

## Morfologia
PokrójZimozielone i zdrewniałe liany.
LiścieNaprzemianległe. Mają kształt od eliptycznego do odwrotnie owalnego. Liść na brzegu jest całobrzegi. Ogonek liściowy jest owłosiony.
KwiatyPromieniste, obupłciowe, pojedyncze. Rozwijają się w kątach pędów. Mają 3 wolne działki kielicha. Płatków jest 6, ułożonych w dwóch okółkach, są wolne i zagnieżdżone. Kwiaty mają liczne wolne pręciki. Zalążnia jest górna, składa się z jednego słupka.
OwocePojedyncze. Mają elipsoidalny kształt. Osadzone są na szypułkach.